# Xuanfu-Garnison
Die Xuanfu-Garnison (chinesisch 宣府鎮 / 宣府镇, Pinyin Xuānfǔ zhèn) war eine der Neun Garnisonen der Ming, die während der Ming-Dynastie die Chinesische Mauer bewachten. Die Neun Garnisonen oder Jiubian (九边,  jiubian – „Neun Grenzen“) waren ein militärisches System zur Bewachung der Großen Mauer, das unter Kaiser Hongzhi ins Leben gerufen wurde.

## Überblick
Die Garnison lag in der Nähe des heutigen Kreises Xuanhua in der Provinz Hebei und wurde als eine der wichtigsten Garnisonen eingestuft. Der von ihr bewachte Mauerabschnitt besaß eine Länge von 510 Kilometern und begann am Juyongguan im Osten und reichte bis zum Fluss Xihun He nordöstlich von Datong im Westen. Aufgrund der strategisch wichtigen Lage im Nordwesten der Hauptstadt waren die Mauern in diesen Abschnitt äußerst solide, in einigen Abschnitten waren neun Mauern hintereinander gebaut worden, jede davon mit starken Truppen besetzt. Insgesamt waren etwa 151.000 Soldaten in Xuanfu stationiert.

## Geschichte
Erbaut wurde die Garnison in der Tang-Dynastie und war zunächst nur eine kleine Stadt. In der frühen Ming-Dynastie entsandte Zhu Yuanzhang seine Söhne, um strategisch wichtige Festungen zu besetzen, und Zu Hui (Zhuhui), der 19. Sohn, wurde als Prinz Gu nach Xuanfu gesandt. Er ließ die Stadt ab 1394 stark ausbauen. 1430 kam es zur Einrichtung einer Militärbehörde (Wanquandusi) in Xuanfu, die direkt dem Büro des königlichen Militärgouverneurs unterstellt war. Dem Wanquandusi waren 15 Wei (eine militärische Einheit) mit insgesamt mehr als 100.000 Soldaten unterstellt, die Garnison war zuständig für die 710 km lange Mauer in ihrem Verwaltungsbereich (Xuanfuzhen).

## Die Garnisonsstadt
Die Zhuhui-Residenz lag im Gebiet der heutigen Huangchengqiao-Brücke von Xuanhua. Nach dem Ausbau durch Zhuhui hatte sie eine Fläche von 12 km² und besaß damit die gleiche Größe wie Xi’an zu dieser Zeit. Auf der Basis der ursprünglichen Stadtmauer wurden sieben Stadttore errichtet:
- im Süden die Tore Changping, Zuande und Cheng’an
- im Norden die Tore Guangling und Gaoyuan
- das Anding-Tor im Osten und das Taixin-Tor im Westen

1440 wurden die Erdmauern mit Ziegeln und Gräben sowie mehr als 20 Verteidigungsplattformen verstärkt. Zusätzlich wurden im Jahr 1442 vier Tortürme und vier Türmchen erbaut. Die heutige Stadtmauer von Xuanhua zeichnet das Ausmaß der Ming-Mauern nach.

## Militärgeschichte
Mehr als 50 größere Schlachten wurden in der Umgebung der Garnison alleine in der Ming-Dynastie gefochten. In der Tumukrise blieb hier der Versuch von Esen Taiji erfolglos, den Zutritt zur Stadt unter Androhung von Gewalt gegen seine Geisel, den gefangenen Ming-Kaiser Yingzong, zu erzwingen. Gegen Ende der Ming-Dynastie sah die Garnison einen Angriff der Rebellentruppen unter Li Zicheng nach der Einnahme von der Garnisonen Taiyuan und Datong. Am 14. März 1636 wurde Xuanfu von ihnen umzingelt und am nächsten Tag eingenommen. Die Einwohner begrüßten die Eroberer, die bald darauf Juyongguan und danach Peking einnahmen.
1900 während des Boxeraufstandes nach der Einnahme von Peking durch die Vereinigten acht Staaten kam es auch zu Kämpfen um Xuanfu.